# Eugene O'Neill
Eugene Gladstone O'Neill (Nova Iorque, 16 de Outubro de 1888 – Boston, 27 de Novembro de 1953) foi um dramaturgo anarquista e socialista estadunidense. Recebeu o Nobel de Literatura de 1936 e o Prêmio Pulitzer por várias vezes.
Suas peças estão entre as primeiras a introduzir as técnicas do realismo influenciado principalmente por Anton Chekhov, Henrik Ibsen e August Strindberg. Sua dramaturgia envolve personagens que habitam as margens da sociedade, com seu comportamento desregrado, tentando manter inalcançáveis aspirações e esperanças do 'milagre norte-americano'. Tendo escrito apenas uma comédia, (Ah, Wilderness!), todas as suas peças desenvolvem graus de tragédia pessoal e pessimismo. Sua dramaturgia influenciou reconhecidamente um importante dramaturgo brasileiro Nelson Rodrigues, além de uma de suas peças, a Imperador Jones (The Emperor Jones), ter sido o ponto de partida do Teatro Experimental do Negro de Abdias do Nascimento.

## Infância e adolescência
Eugene O'Neill nasceu em um hotel na Broadway como o terceiro filho de uma família onde o segundo filho, Edmund (1885), havia falecido com um ano e meio de idade vítima de sarampo.
Seu pai, James O'Neill (1849-1920) era um ator irlandês, vindo de Kilkenny. James, que em 1850 veio com seus pais aos Estados Unidos, teve uma vida simples e nunca se curou de uma avareza doentia, desenvolvida durante os tempos difíceis. Eugene O’Neill viajou quando criança com os pais e com o irmão mais velho, James Jr. (1878-1923) na turnê do pai por todo os Estados Unidos e portanto conheceu o teatro desde muito cedo. O Catolicismo irlandês mais pé-no-chão do pai e o misticismo da Mãe, Ellen Quinlan (ca. 1858-1922), criaram uma confusão na cabeça de O'Neill em relação a Deus e à Religião, característica que se transcendeu para suas obras.
A insegurança de seus primeiros anos, citada por ele próprio como comparável a um pesadelo ("I had no childhood" - Não tive infância) levou também sua mãe a tornar-se dependente química (abandonando o teatro). Isto fez com que Eugene mais tarde acusasse o pai como sendo o culpado. Quando não estava com a família em Turnê, frequentava internatos variados, até chegar à adolescência, em uma escola não religiosa.
Eugene passava algumas de suas férias de verão (entre julho e agosto), com a família em uma casa de campo em New London (Connecticut), onde o horizonte do rio Thames se perdia de vista. Após o término do colégio, O´Neill se matriculou na Universidade de Princeton, mais precisamente no outono de 1906. Entretanto, foi expulso já em junho do ano seguinte por ter arremessado uma garrafa de cerveja pela janela do reitor da universidade, que mais tarde veio a se tornar presidente dos Estados Unidos, Sr. Woodrow Wilson.

## Uma vida sem rumo
O'Neill, que não tinha mesmo qualquer vontade de cursar a faculdade, não conseguia ficar muito tempo no mesmo trabalho até que conseguiu uma vaga de secretário em uma firma nova-iorquina de entregas, onde seu pai estava empregado.  Após o fechamento da empresa, casou-se com a também jovem nova-iorquina Kathleen Jenkins em 2 de outubro de 1909. O casamento não foi aprovado pela família da moça e foi neste mesmo ano que ele resolveu fazer as malas e partir para Honduras à procura de ouro na companhia de um engenheiro de mineração. Em março do ano seguinte, devido a malária, O'Neill teve que retornar a Nova Iorque.
O pai de Eugene o fez assistente administrativo do elenco de sua companhia de teatro e viajaram juntos de St. Louis, Missouri até Boston. Eugene, que não se interessava muito pelo trabalho recém adquirido, aproveitou o fim da viagem e se aventurou em sua primeira viagem pelo mar.
As viagens como marinheiro até a América do Sul e África (65 dias em um navio norueguês de Boston até Buenos Aires) e depois para a África do Sul, possibilitou contato com desertores, exilados e marginais de todo tipo que auxiliaram na formação de seu caráter.
Na Argentina Eugene encontrou emprego no departamento de desenho técnico da companhia elétrica Westinghouse, depois trabalhou em uma "Wollpackanlage" em la Plata e por fim no escritório da fábrica de máquinas de costura "Singer" em Buenos Aires.
Seguiu então viagem para Durban na África do Sul e depois retorna a Argentina como peão em uma transportadora de gado.
Eugene permaneceu muito tempo totalmente sem recursos vivendo como desabrigado e alcoólatra num bairro próximo ao porto de Buenos Aires e mesmo na própria praia; Da mesma maneira viveu em Nova Iorque e posteriormente em Liverpool, (Inglaterra).
Finalmente engajou-se na profissão de marinheiro em um navio inglês (Original: auf einem britischen Trampschiff). Em seguida veio sua última viagem pelo mar como marujo na linha americana New York-Southampton.

## A cisão
Aos 23 anos de idade as coisas começaram a dar certo em sua vida. Entrou para o elenco de seu pai em uma pequena peça entre 1911/1912 e trabalhou - após voltar de uma viagem de 15 semanas com a família em New London por quase seis meses como repórter no „New London Telegraph", em que escreveu poemas (em sua maioria satíricos) do mês de agosto ao dia 24 de dezembro. O editor do jornal, Sr. Frederick P. Latimer tinha por ele uma grande simpatia, apesar da "inconfundível" visão de O´Neill. Latimer foi também o primeiro que reconheceu em O'Neill um talento nato. (Apesar de tê-lo prejulgado como um dos rebeldes socialistas "indóceis e cabeças-duras".
Após uma tentativa de suicídio em 1912 e o rompimento de seu curto casamento com Kathleen Jenkins no mesmo ano (Pouco antes do nascimento do pequeno Eugene Jr. - O garoto só veio a conhecer o pai por volta dos onze anos de idade, ~1923) O'Neill permaneceu cinco meses em um sanatório na fazenda de Gaylord para tratar de tuberculose. Ele não foi algemado em nenhum momento pois a terapia consistia no enrijecimento do corpo.
Lá sua saúde voltou "mais ou menos" ao normal (ao menos parou-se o avanço da doença) e este acontecimento marcou a cisão do período desregrado e sem rumo que viveu.

## Iniciação à dramaturgia

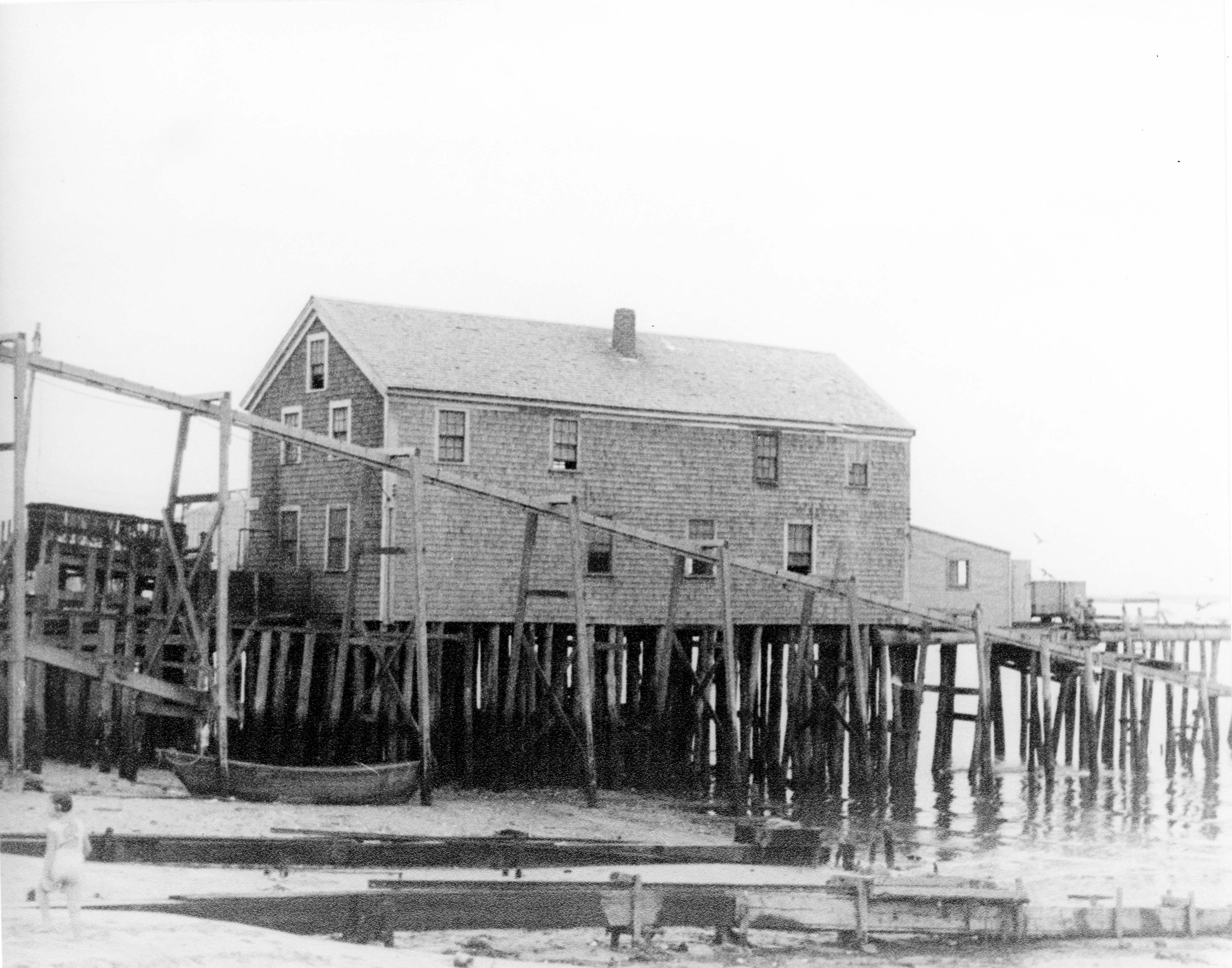
Primeira peça de O'Neill', Rumo a Cardiff, estreou neste teatro em Provincetown, Massachusetts.

No Sanatório leu Ibsen, Strindberg, Nietzsche e Dostoiévski compulsivamente e sentiu que escrever era o que queria fazer pelo resto de sua vida. Pela primeira sentiu o prazer de impulso que o levou a escrever peças e trabalhar artisticamente as experiências vividas até então. Após sua saída na primavera seguinte (1913), permaneceu por um tempo em casa, e assim que a temporada começou novamente foi morar durante pouco mais de um ano com uma família inglesa com quem mantinha amizade, em uma casa de onde se podia avistar o Long-Island-Sound (Estreito de long Island, considerada a fronteira natural entre Nova Inglaterra e os estados do Atlântico médio: Nova Iorque, Pensilvânia, Nova Jersey, Maryland e Delaware). Neste período Eugene leu muito, meditou, praticou esportes, nadou diariamente nas águas do estreito pelas manhãs (mesmo no inverno) e acima de tudo escreveu muito: Em um período de 15 meses escreveu onze peças de um ato, dois dramas e alguns poemas. Por seu drama "Além do Horizonte", Eugene foi consagrado com o Prêmio Pulitzer em 1920. Foi o primeiro dramaturgo estadunidense a receber o Nobel de Literatura (1936), pela força, verdade e sentimentos profundos que trouxe à sua obra dramática ao encarnar uma ideia própria de tragédia.
Mais uma vez e sempre, O’Neill se refere em suas peças à personagens internamente despedaçados que tentam através de autoenganação e embriaguez fugir da responsabilidade sobre suas vidas. Com realismo radical expõe o abismo de suas personagens, que sobrevivem de culpas recalcadas, sentimentos falsos e resignação e que se envolvem em lutas sem sentindo uns com os outros. As referências de O’Neill às tragédia gregas não são claras na sua trilogia em 13 atos "Electra enlutada" (1931). (Original: "Mourning Becomes Electra")
As ligações mais claras entre a vida de O’Neill e sua obra estão na peça "Longa jornada noite adentro" (1941) (Original: "Long Day’s Journey Into Night") que a estreia apenas foi liberada muito tempo após sua morte, conforme previu seu testamento. Ele deixou a seguinte frase para sua esposa na dedicatória da peça: "Te presenteio o manuscrito original desta peça. Ela fala de mágoas antigas e foi escrita com muitas lágrimas e sangue". Ele conseguiu passar ao papel uma autoimagem através do personagem Edmund, em um mundo sem sentido e imponderável.
Também em sua vida pessoal as inconstâncias familiares se mantiveram. Foi processado por sua terceira esposa que o acusou de crueldade; Perdeu seu filho por suicídio; sua filha Oona O'Neill (Que mais tarde se casou com Charlie Chaplin) tentou inutilmente contato com o pai.
Diagnosticado com Síndrome de Parkinson e neurose, reduziu drasticamente sua vasta obra a quase nada, pouco antes de sua morte.  Morreu em 1953 em um hotel em Boston, vítima de tuberculose. "Nasci num quarto de hotel e, maldito, morri num quarto de hotel" ("Born in a hotel-room and God-damned, died in a hotel-room"), poderiam ter sido suas últimas palavras. Foi sepultado no Cemitério Forest Hills, Boston, Jamaica Plain no Estados Unidos.

## Obras

### Peças
- Além do Horizonte (Beyond the Horizon), 1920 - Prêmio Pulitzer
- Imperador Jones (The Emperor Jones), 1920
- The Straw, 1921
- Diff'rent, 1921
- The First Man, 1922
- Macaco Peludo (The Hairy Ape), 1922
- Anna Christie, 1922 - Prêmio Pulitzer
- A Fonte (The Fountain), 1923
- The Spook Sonata, 1923
- Marco Millions, 1923-25
- All God's Chillun Got Wings, 1924
- Welded, 1924
- Desejo sob os ulmeiros - no original Desire Under the Elms, 1925
- Lazarus Laughed, 1925-26
- The Great God Brown, 1926
- Strange Interlude (Interlúdio Estranho), 1928 - Prêmio Pulitzer
- Dynamo, 1929
- Electra e os Fantasmas (Mourning Becomes Electra), 1931
- A Juventude Não É Tudo (Ah, Wilderness!), 1933
- Dias sem Fim (Days Without End), 1933
- The Iceman Cometh, escrito em 1939, publicado em 1940, encenado pela primeira vez em 1946
- Hughie, Escrito em 1941, encenado pela primeira vez em 1959
- Longa viagem Noite Adentro (Long Day's Journey Into Night), escrita em 1941, encenada pela primeira vez em 1956 - Prêmio Pulitzer 1957
- A Moon for the Misbegotten, escrito entre 1941-1943, encenado pela primeira vez em 1947
- A Touch of the Poet, terminado em 1942, encenado pela primeira vez em 1958
- More Stately Mansions, Rascunho encontrado nos papéis de O'Neill, encenado pela primeira veza em 1967
- The Calms of Capricorn, Publicado em 1983

### Peças de um ato
As peças Glencairn / "Peças do mar" (The Glencairn Plays), situadas no navio Glencairn.

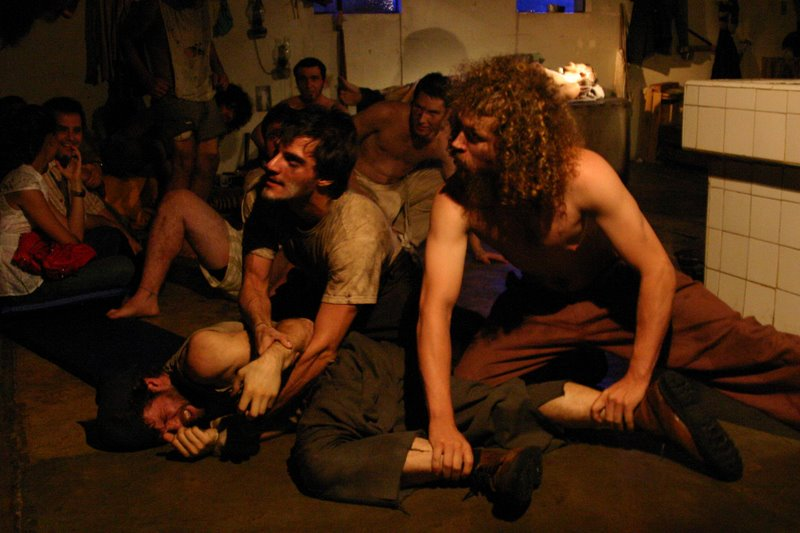
Cardiff, apresentada pela Cia Triptal sob direção de André Garolli, que teve no elenco o ator Hugo Bonemer.

- Rumo a Cardiff (Bound East for Cardiff)
- Zona de Guerra (In The Zone)
- Longa viagem de volta para casa (The Long Voyage Home)
- Luar sobre o Caribe (Moon of the Caribbees)

Além de:

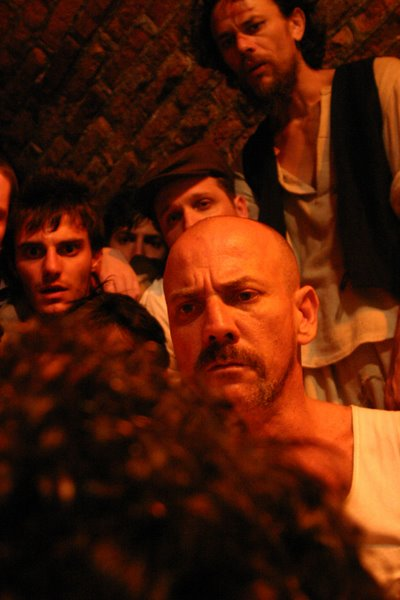
Driscoll observa o enfermo Yank em Cardiff

- Uma esposa por uma vida (A Wife for a Life)
- Neblina (Fog)
- Sede (Thirst)
- Antes do Café-da-manhã (Before Breakfast)
- The Sniper
- Ile
- A Teia (The Web)
- The Movie Man

## Obras de e sobre o autor
Muitas peças de O'Neill tiveram tradução feita por Fernando Paz
- O'Neill, Eugene; Bogard, Travis (1988). Complete Plays 1913-1920. Col: The Library of America. 40-42. New York: Literary Classics. ISBN 9780940450486
- O'Neill, Eugene; Bogard, Travis (1988). Complete Plays 1920-1931. Col: The Library of America. 40-42. New York: Literary Classics. ISBN 9780940450493
- O'Neill, Eugene; Bogard, Travis (1988). Complete Plays 1932-1943. Col: The Library of America. 40-42. New York: Literary Classics. ISBN 9780940450509
- Black, Stephen A. (2002). Eugene O'Neill: Beyond Mourning and Tragedy. [S.l.]: Yale University press. ISBN 0300093993
- Clark, Barrett H. (1932). «Aeschylus and O'Neill». The English Journal. XXI (9): 699–710. doi:10.2307/804473
- Floyd, Virginia. (editor) (1979). Eugene O'Neill: A World View. [S.l.]: Frederick Unger. ISBN 0804422044
- Floyd, Virginia. (1985). The Plays of Eugene O'Neill: A New Assessment. [S.l.]: Frederick Unger. ISBN 0804422060
- Gelb, Arthur & Barbara. (2000). O'Neill: Life with Monte Christo. [S.l.]: Applause/Penguin Putnam. ISBN 0-399-14912-0
- Wainscott, Ronald H. (1988). Staging O'Neill: The Experimental Years. [S.l.]: Yale University Press. ISBN 0-300-04152-7
- Winther, Sophus Keith. (1934). Eugene O'Neill: A Critical Study. New York: Random House. OCLC 900356